# Sri-lankische Badmintonmeisterschaft 1987
Die Sri-lankische Badmintonmeisterschaft 1987 war die 35. Austragung der nationalen Titelkämpfe im Badminton in Sri Lanka. Sie wurde vom 2. bis zum 5. Oktober 1987 in Colombo ausgetragen.

## Sieger und Finalisten
| Disziplin    | Gold                                  | Silber                                  |
| ------------ | ------------------------------------- | --------------------------------------- |
| Herreneinzel | Niroshan Wijekoon                     | Udaya Weerakoon                         |
| Dameneinzel  | Sriyani Deepika                       | Kaushalya Dissanayake                   |
| Herrendoppel | Niroshan Wijekoon Udaya Weerakoon     | Prasanna Gunasekera Nihal Sendanayake   |
| Damendoppel  | Sriyani Deepika Kaushalya Dissanayake | Samanthi Rodrigo Ranjani Seneviratne    |
| Mixed        | Udaya Weerakoon Ranjani Seneviratne   | Niroshan Wijekoon Kaushalya Dissanayake |